# دولنو بوتوو
دولنو بوتوو (به بلغاری: Dolno Botevo) یک منطقهٔ مسکونی در بلغارستان است که در شهرستان استامبولوو واقع شده‌است.